# Tramea limbata
Tramea limbata là một loài chuồn chuồn ngô thuộc họ Libellulidae. Its thường được biết đến với tên the black marsh trotter.

## Phân bố
Nó được tìm thấy ở Botswana, Comoros, Guinea Xích Đạo, Ethiopia, Gambia, Ghana, Kenya, Madagascar, Malawi, Mauritius, Mozambique, Namibia, Niger, Nigeria, Réunion, São Tomé và Príncipe, Senegal, Seychelles, Sierra Leone, Somalia, Tanzania, Uganda, Zambia, Zimbabwe, và có thể Burundi và tại châu Á - India và Sri Lanka.

## Habitats
Các môi trường sống tự nhiên của chúng là rừng ẩm đất thấp nhiệt đới hoặc cận nhiệt đới, vùng đất có cây bụi nhiệt đới hoặc cận nhiệt đới, vùng cây bụi ẩm nhiệt đới và cạn nhiệt đới, các vùng đất ngập nước, đầm lầy, hồ nước ngọt, các hồ lúc đầy lúc cạn, đầm lầy nước ngọt, và các đầm lầy ngập khô luân phiên chủ yếu có cây bụi.

## Hình ảnh

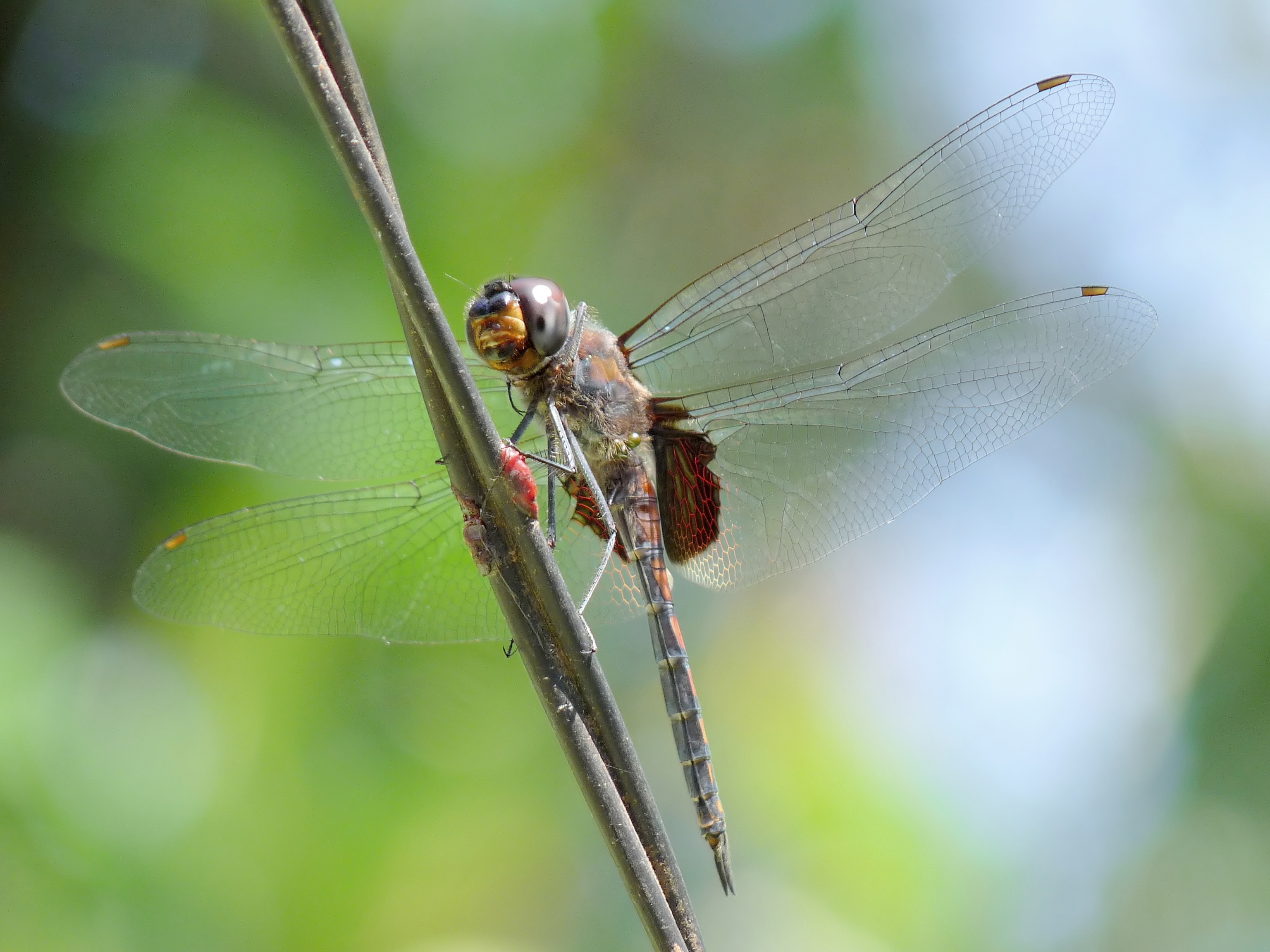
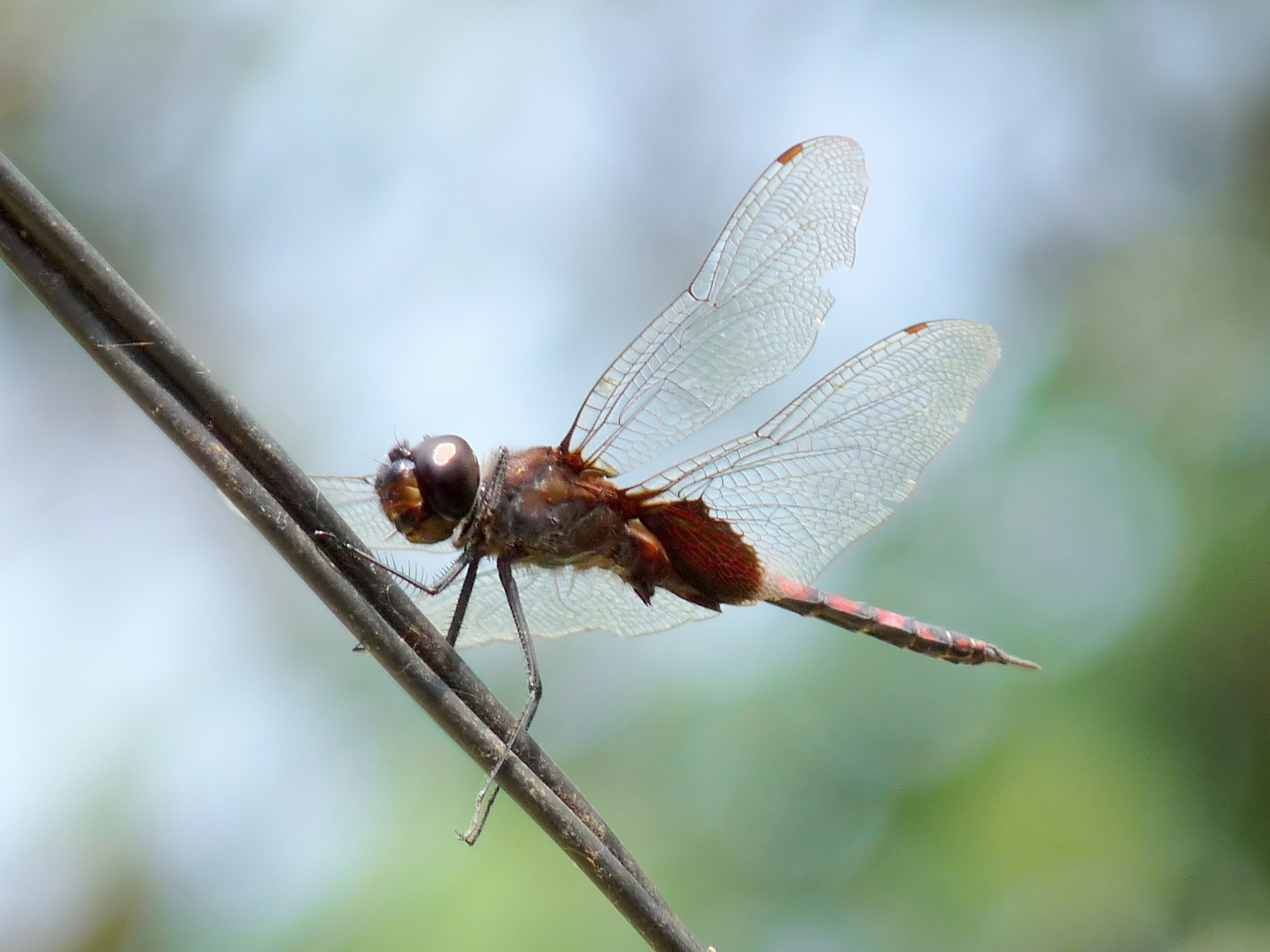
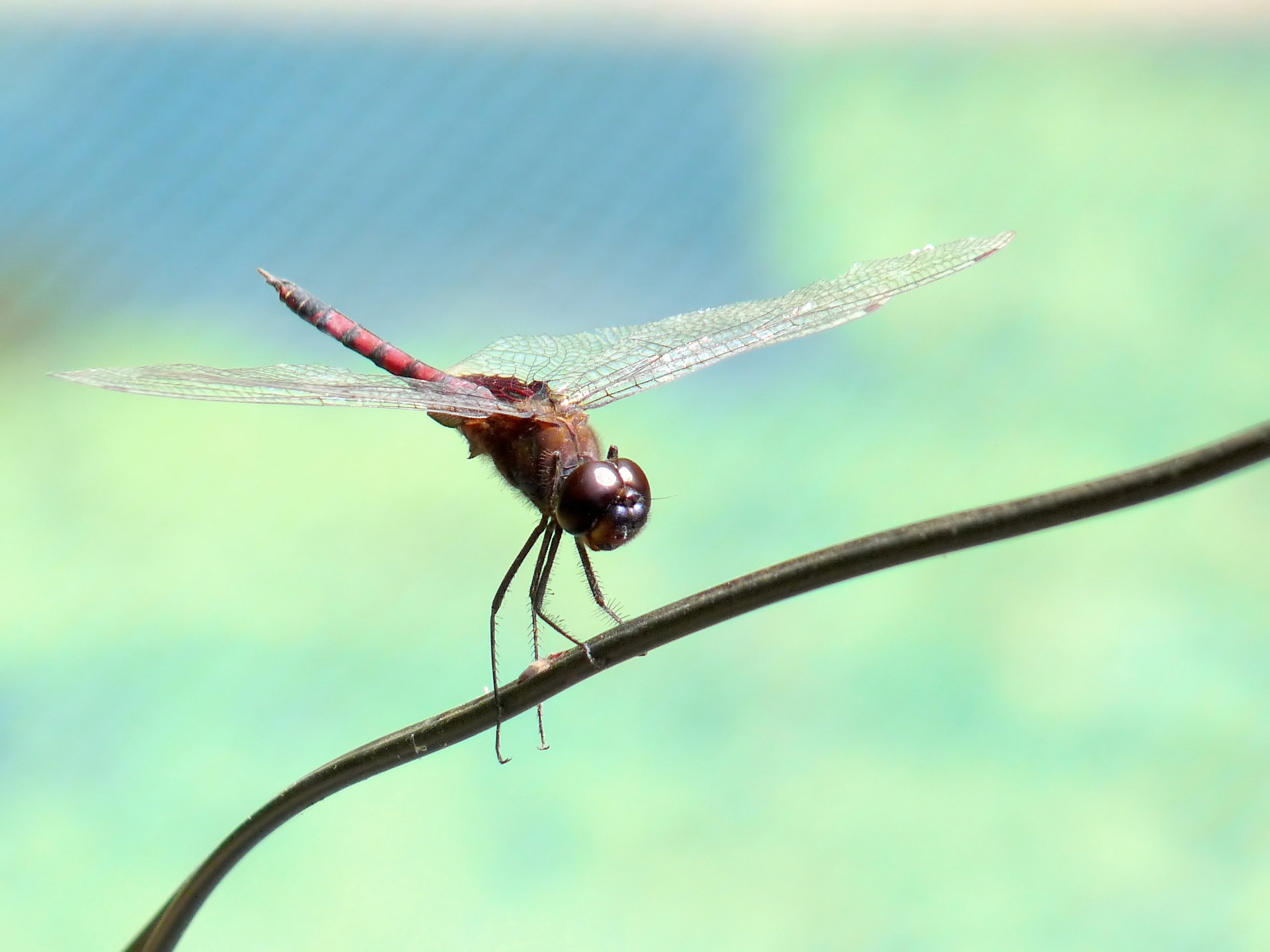
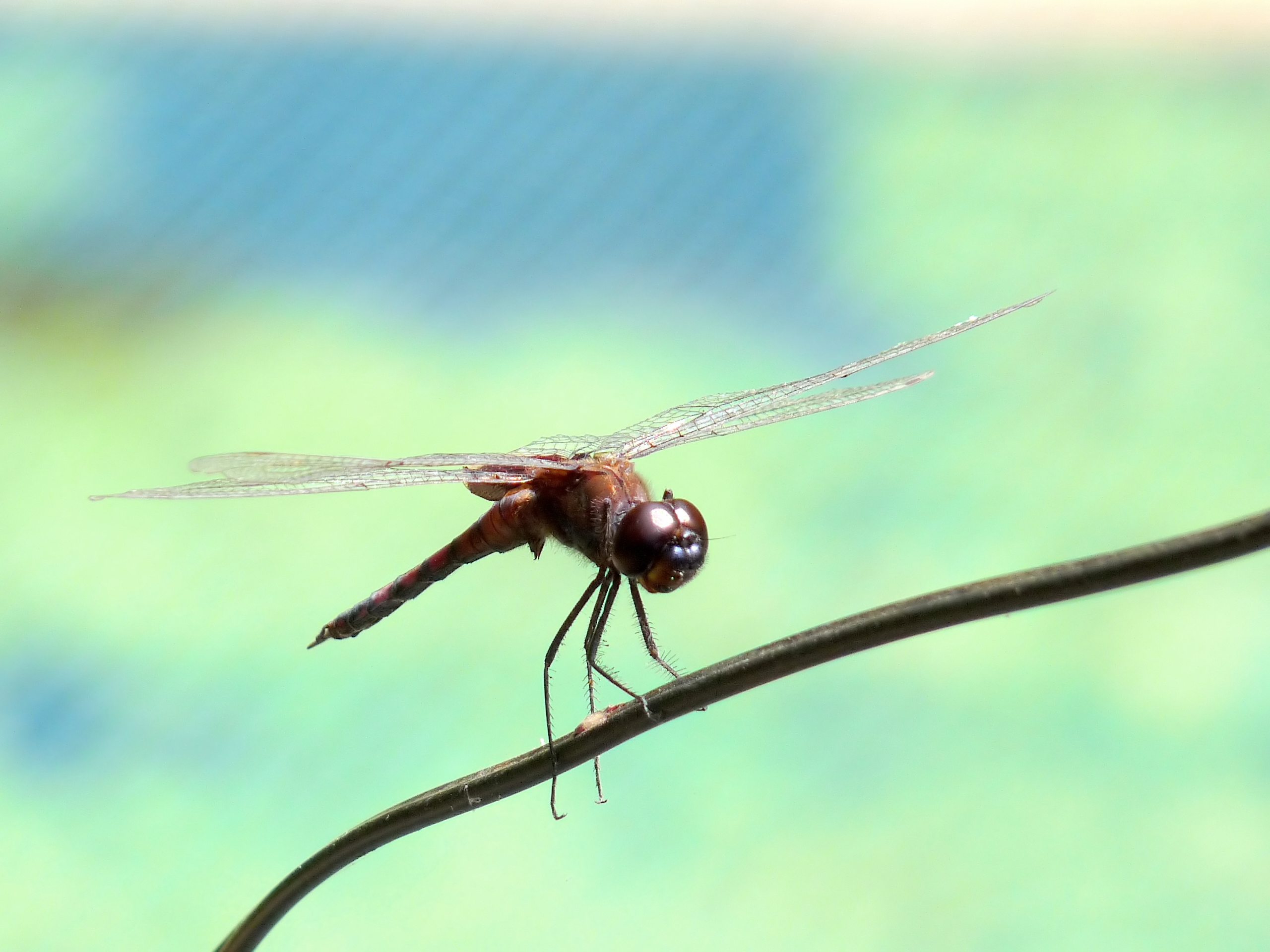